# Литвиненко Віталій Вікторович
Литвиненко Віталій Вікторович (* 5 січня 1985, Київ) — київський, український і (східно)європейський суспільствознавець, молодіжний і громадський діяч, журналіст, політичний і фінансовий аналітик, викладач журналістики і іноземних мов.
Цікавиться питаннями національного, культурного і релігійного розвитку сучасного, глобального українства порадянської епохи, інших етнічних і релігійних спільнот України і інших країн і господарств (держав) Європи і світу, утвердженням позицій українства в світі, зокрема налагодженням його відносин з народами і країнами Заходу (Європи), Америки, Близького Сходу (Азії) тощо.

## Життєпис
Народився у місті Києві, в мікрорайоні Воскресенка в Новому Києві на історичному Задніпров‘ї в київській і українській (східно)християнській, православній родині. Предки по батьковій лінії жили на Подніпров‘ї і Задніпров‘ї щонайменше з часів самостійної України (Гетьманщини) 17-18 ст., про що свідчить в т.ч. прізвище (з закінченням на -енко). По материнській лінії нащадок старих руських родів Волині. 
У 2002 році закінчив спеціалізовану школу №246 з поглибленим вивченням іноземних мов.
У 2002-2007 рр. навчався в КНУ ім. Т.Г.Шевченка в Інституті журналістики на відділенні видавнича справа та редагування.
У 2010-2013 рр. навчався в школі арабської мови "Ан-Нур" при Ісламському культурному центрі міста Києва, вивчав арабську мову та східну філософію.
Постійно займається самоосвітою, поглиблюючи свої знання у різних сферах суспільного життя і життєдіяльності. 

### Діяльність

#### Журналістика
Практикуючий журналіст з 2003 року. Регулярно запрошується як політичний експерт на телеканал «УТР», парламентський телеканал «Рада», телеканал «112 Україна», Національне Радіо, радіо «Ера», російськомовну службу «Голос Америки». 
Проходив практику на "Новому каналі". Друкувався у виданнях: "За нашу Україну", "Україна молода", газета "Хрещатик", журнал "Ковальська майстерня", інтернет-видання "Телекритика" та "Nacia.info".
Упорядник книги "Україна в III-му тисячолітті" (1-ше та 2-ге видання, 2007 і 2008 рр.).
У 2004 році активний учасник Помаранчевої революції.

#### Утвердження православ'я
Член Собору Київського Патріархату Православної Церкви, нагороджений патріаршою грамотою за відстоювання Свято-Миколаївського храму (Чорнобильського). 
З 2008 року радник голови правління Українського клубу з питань міжконфесійного діалогу.

#### Досвід проведення політичних кампаній
У 2002 році соціолог кандидата в депутати Верховної Ради України Олеся Донія.
У 2004 році працівник штабу Віктора Ющенка.
У 2006 році голова Деснянського районного штабу виборчого блоку "Держава - Трудовий Союз" та кандидат у Деснянську районну раду міста Києва.
У 2007 році заступник голови Оболонського районного штабу БЮТ.
У 2008 році голова аналітичного відділу "Блоку Віталія Кличка".